# سانتورساز
سانتورساز (بالإنجليزية: Santorcaz)‏ هي بلدية ومدينة في منطقة الحكم الذاتي وتقع في منطقة مدريد في وسط إسبانيا. تبلغ مساحة هذه المدينة 28.14 (كم²)، ويبلغ عدد سكانها 822 نسمة حسب إحصاء سنة 2010 م.

## وصلات خارجية
- الموقع الرسمي